# El Vínculo de Pamplona

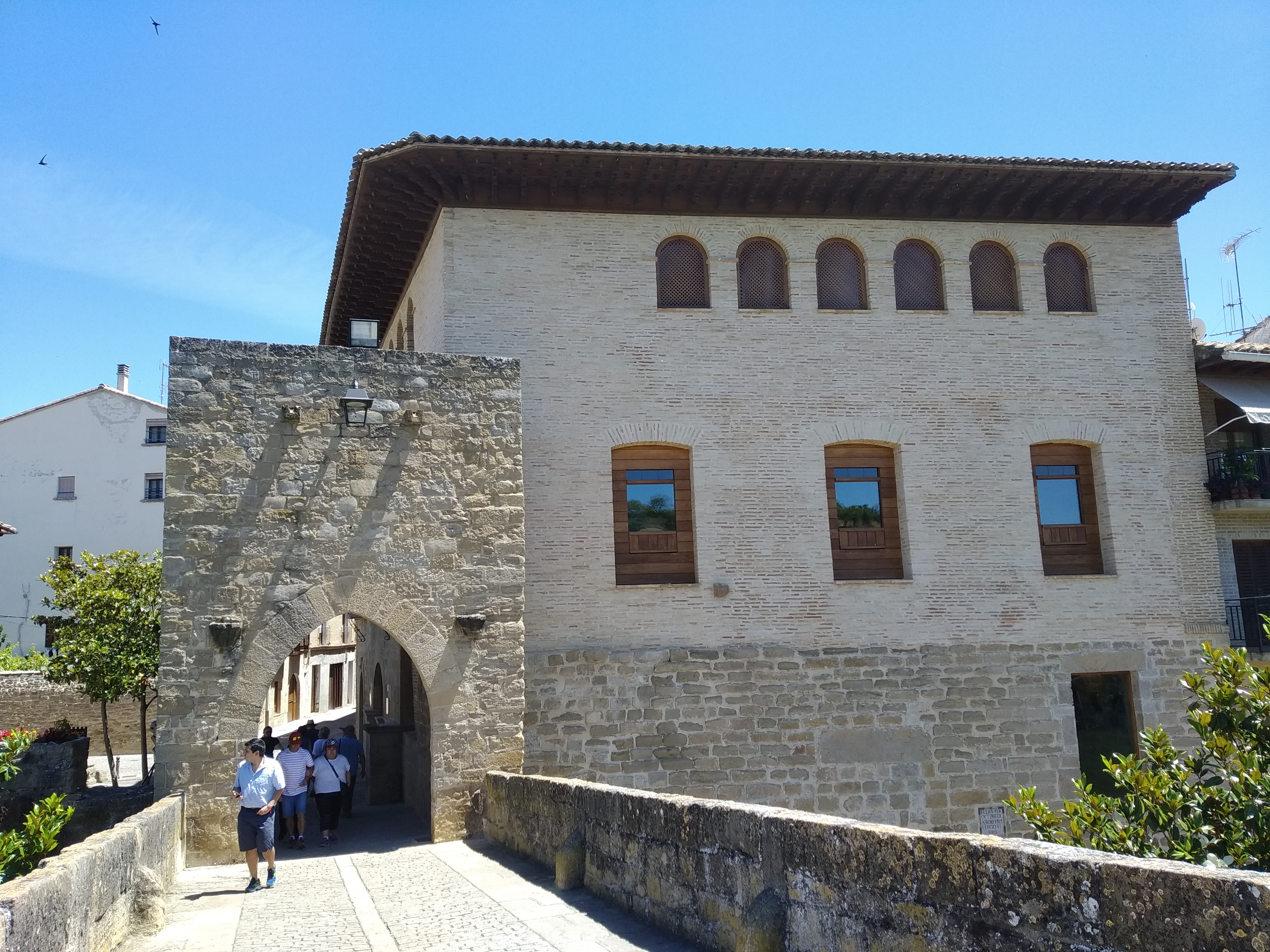
Casa del Vínculo (Puente la Reina)

El Vínculo de Pamplona, o Pósito Municipal de Pamplona fue una institución fundada por el Ayuntamiento de Pamplona (entonces, Regimiento de Pamplona) el 2 de septiembre de 1527, con un capital de 10.000 libras navarras, dedicado exclusivamente o vinculado a la compra de trigo para el consumo de la población, al objeto de venderlo a los panaderos con una módica ganancia. Pamplona debía contar por entonces con unos 5.000-6.000 habitantes, y según las cuentas existentes en el Archivo Municipal, en aquella fecha «el robo de trigo valía de media 12 tarjas, o sea cinco reales de vellón y algunos maravedís» (unas 1,25 pesetas en 1917).
En otros lugares de España, se les llama pósitos, especialmente en Castilla, o pallols algo más propio de la Corona de Aragón.

## Origen del nombre
En el Diccionario de las leyes del reino de Navarra de Yanguas y Miranda le dedica la siguiente entrada:
«VÍNCULOS o PÓSITOS. Los de Navarra pueden comprar granos, y fuera de los pueblos en que están situados, y en todo tiempo; pero para hacer estos acopios, fuera del pueblo, debe preceder acuerdo de la Justicia y Ayuntamiento; y sus compradores no usen de preferencia o tanteo; ni abusen de este encargo en perjuicio de la libre circulación, estando a la vista las Justicias y el Consejo para castigar cualquiera monopolio; quedando ileso a cada pueblo el ejercicio del dominio de jurisdicción que obruye (sic) el de propiedad para conservación de la Comunidad en caso de penuria en los frutos de su territorio: Cortes años 1780 y 81 ley 38: véase GRANOS. Los Ayuntamientos no pueden tomar el dinero ni trigo de los vinculos: véase AYUNTAMIENTOS: TUDELA.»
En una carta enviada en 1861 por el administrador del Vínculo de Pamplona al gobernador civil de Navarra, con motivo de las obras de reconstrucción del edificio del Pósito municipal, apuntaba el remitente a que cuando se creó esta institución «el nombre de "Vínculo" procede de que se determinó en la fundación que el capital de las diez mil libras que se asignaron debía quedar vinculado y afecto a los fines del establecimiento, sin que en ningún tiempo pudiera ser distraído para otros, por interesantes y necesarios que se contemplaran.»
En Navarra se les denomina vínculos a las instituciones que buscaban «asegurar el abastecimiento de pan al por menor en las plazas de las principales ciudades a un precio moderado y sin alteraciones bruscas era objeto de los “vínculos del trigo”». De su relevancia como institución municipal da fe la Novissima recopilación de las leyes del Reino de Navarra (1735) que dedica el título XXIX (De los Vínculos de los pueblos) a exponer las once leyes al respecto vigentes en todo el reino.
Los edificios donde se guardaba el grano, como en el resto de España, eran conocidos como pósitos. Sin embargo, con el tiempo y por posible metonimia, se termina denominando al edificio también como a la institución que alberga.
No debe confundirse en absoluto con el llamado Vínculo del Reino que era un fondo que atesoraba los ingresos que servían para atender las necesidades de las Cortes y la Diputación de Navarra. Estos fondos procedían, además, de «del producto del arriendo del tabaco, así como de los impuestos cobrados en las Aduanas sobre algunos artículos de consumo como el cacao o el azúcar.»

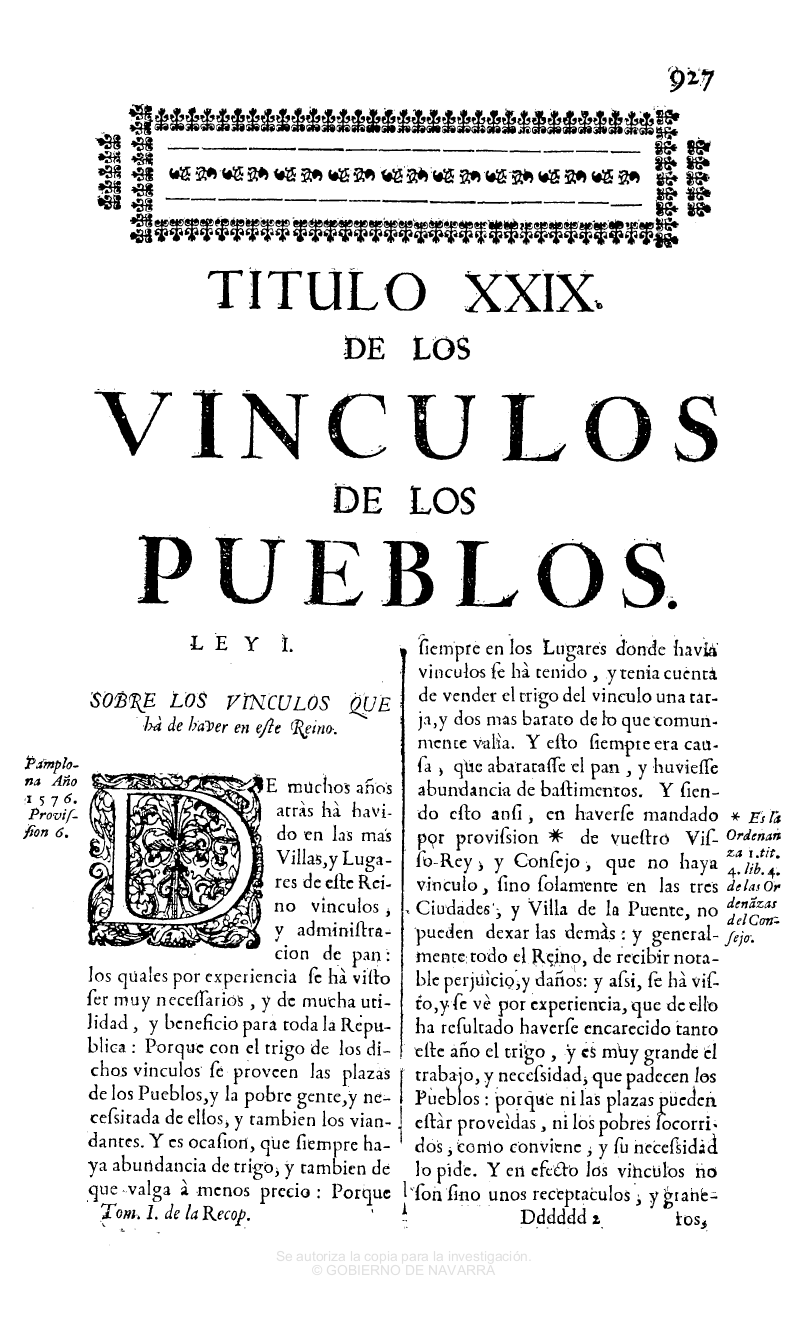
Novissima recopilación de las leyes del Reino de Navarra (1735) - De los Vínculos de los pueblos

## Arcas de Misericordia
Existían también las llamadas Arcas de Misericordia que también funcionaban como grandes depósitos aunque su finalidad fundamentalmente era el reparto del trigo como simiente. Por el contrario los vínculos almacenaban «grano con destino a la elaboración de pan y su venta al por menor». Mientras las arcas eran propias de localidades más rurales y menores, «los vínculos resultaban casi imprescindibles en las ciudades y villas de mayor población.»

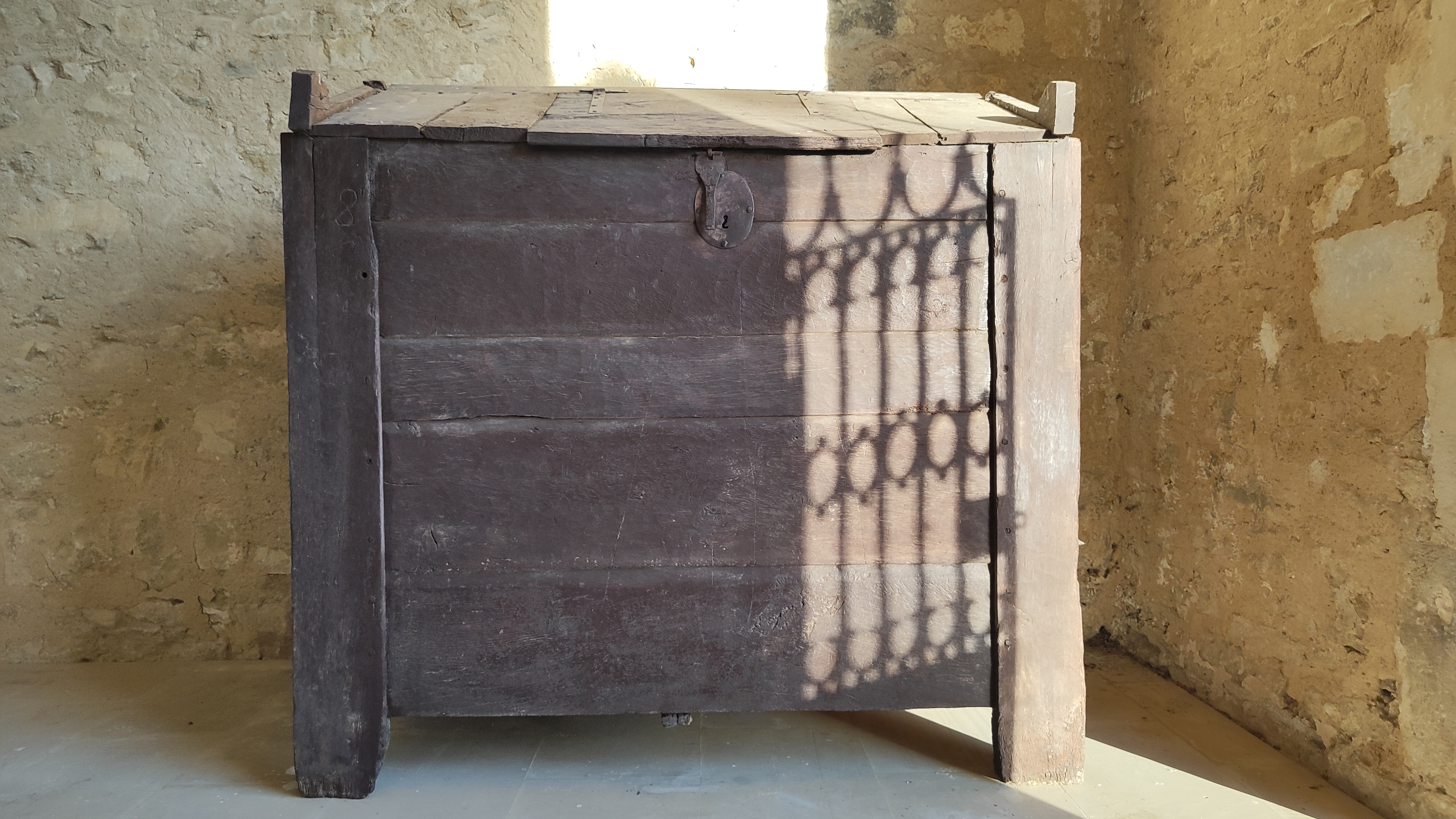
Arca de Misericordia en Añua (Álava)

Las arcas, que operaban con un capital reducido y relativamente fijo, recuperaban el capital en especie al finalizar la cosecha y de los mismos prestatarios. Sin embargo los vínculos funcionaban todo el año, eran instituciones municipales gobernadas por un vinculero y una junta de vínculo y abastecía los mercados y las plazas locales respectivas. En la venta a panaderos autorizados se fijaba el precio máximo de venta al público. En épocas de bonanza obtenían beneficios, pero, por contra, con las carestías, frenaban la inflación endeudándose la institución a cuenta de la hacienda municipal. Los vínculos, que suponían un beneficio para los habitantes de localidades grandes, al acaparar de forma inmediata gran parte del trigo que salía a la venta, encarecían los mercados rápidamente en perjuicio del entorno rural.

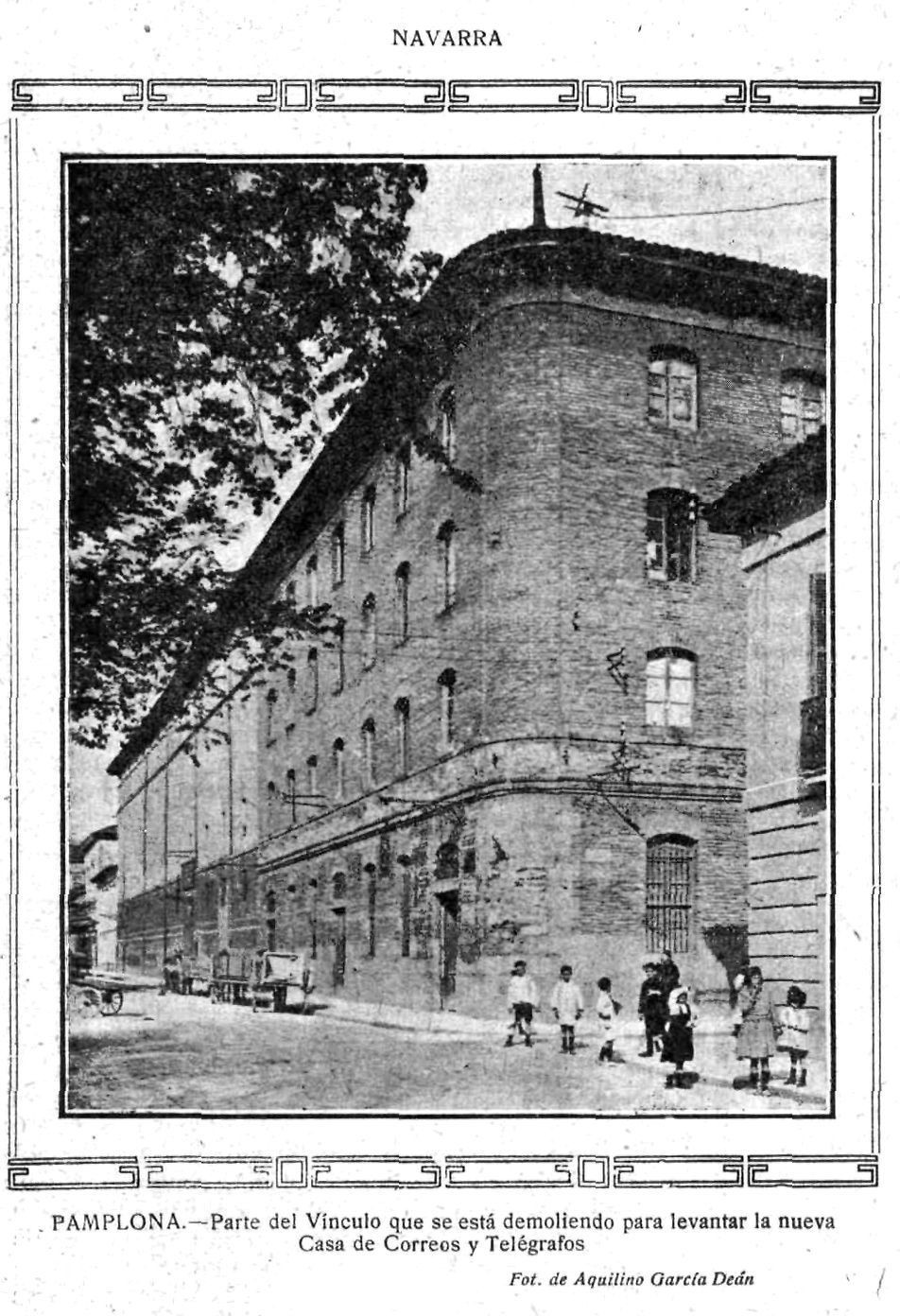
Derribo del Vínculo (Aquilino García Deán - 1918)

## Historia
Era competencia de las Cortes de Navarra legislar sobre este aspecto. El de Pamplona, aunque fue el primero, no era el único vínculo habiendo noticias hacia 1575 sobre instituciones homólogas en Tudela, Estella y Puente la Reina. En 1576 se unirán Sangüesa, Olite y Tafalla. Y paulatinamente otras localidades como Viana (1608), Villafranca (1716) y Cintruénigo (1724). La lista se alarga y completa con «Ablitas, Aibar, Aoiz, Arguedas, Artajona, Cabanillas, Cascante, Corella, Falces, Fitero, Leache, Leiza, Lodosa, Los Arcos, Lumbier, Marcilla, Milagro, Miranda de Arga, Obanos, Peralta y Ujué».
Para el profesor Floristán Imízcoz, la existencia de los vínculos se remonta a la Baja Edad Media aunque es en la primera mitad del siglo XVI cuando muestran una mayor actividad, pero como apunta el profesor Sola Ayape, que refrenda lo afirmado por Floristán, la carestía y desabastecimiento de grano impulsó la fundación de pósitos de granos, capaces de garantizar un suministro regular, «ya desde la Baja Edad Media.»
El 2 de septiembre de 1527, preocupados los regidores de la ciudad de Pamplona por la carestía de trigo y pan, se reunían un total de 35 diputados (representantes de las 18 rúas de la ciudad) y plasmaban tan acuciante necesidad para lo cual «se haya de hacer para el dicho remedio un vínculo de alguna cantidad de dineros de la recepta de las rentas de la dicha ciudad». Se decide, por ello, la constitución del pósito municipal, realizando una aportación de las arcas de la ciudad de 32.000 reales (10.000 libras navarras).
En 1575, mediante una provisión acordada por el Consejo Real de Navarra, se suprimieron durante un año «todos los vínculos del reino, excepto los de las cinco capitales de merindad» (Pamplona, Tudela, Estella, Sangüesa y Olite). La razón estaba fundamentada en la incidencia que los vinculeros ejercían en el encarecimiento de los precios afectando sobremanera a los núcleos rurales. Las Cortes de Navarra, donde las ciudades y los grandes comerciantes de grano estaban bien representados, reunidas en Pamplona al año siguiente, protestaron sin éxito, ampliando el decreto del virrey la exención en otras localidades como Tafalla y Puente la Reina. En años posteriores Viana (1608) y Villafranca (1716) su sumaron a esa nómina de lugares con vínculo municipal.
En este siglo XVI el molino de Santa Engracia pasó a ser propiedad del regimiento de Pamplona. Junto con el molino de la Biurdana, también municipal, ambos molinos serán arrendados cada año a un determinado molinero para que, con la harina allí elaborada, se surta a los hornos municipales del Vínculo. Como recoge en la memoria histórica del Reglamento aprobado en 1862, en mayo de 1842 se emplearon 656.000 reales en mejoras del molino de Santa Engracia.
En 1665 comenzó este establecimiento a fabricar pan, y en atención a un donativo que aquel año hizo la ciudad al rey Felipe IV, dictó una real orden concediendo al Vínculo el privilegio de la venta exclusiva de pan a toda la población. Desde aquella fecha, y con pequeñas alternativas, el Vínculo se dedicaba a la fabricación del pan proporcionado grandes beneficios a la capital, principalmente en épocas de gran carestía, actuando al mismo tiempo como un establecimiento regulador de precios.

En su Crónica de la provincia de Navarra (1868), Julio Nombela, hablando sobre esta institución, aporta algunos datos más. Así informa que desde 1714 se procura sus propios hornos, consiguiendo mejorar la rentabilidad. Con la ocupación de los franceses y la guerras de independencia el establecimiento tuvo que cerrarse. A principios de 1818, con esfuerzos del ayuntamiento, se abre de nuevo el Vínculo.

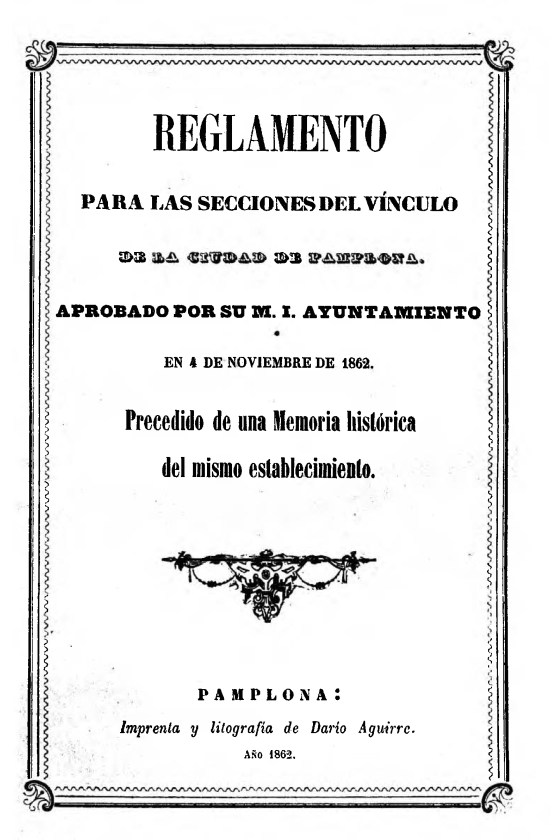
Reglamento para las secciones del Vínculo de la ciudad de Pamplona, elaborado por Pablo Ilarregui, secretario municipal, y aprobado por su M.I. Ayuntamiento, en 4 de noviembre de 1862, precedido de una memoria histórica del mismo establecimiento.

### Edificio y reglamento
Se tiene noticia de la construcción en 1769 de Pósito municipal en la Plaza de Abajo o Zacatín. Este edificio, de tres plantas, se describe así en 1802 en el Diccionario geográfico-histórico de España por la Real Academia de la Historia:
«El pósito es sencillo, y sin mérito particular en la arquitectura, pero muy cómodo. En él se pueden encerrar cómodamente 1200 robos de trigo, sin ocupar el piso baxo, el qual forma en lo interior un patio ó plaza [y se conoce con el nombre de plaza de abaxo] con soportales en todo su contorno, y en ellos las oficinas y tiendas de toda clase de carnes y comestibles.»
Este edificio, que necesitaba serias reformas, quedó disponible, con el trasladó del pósito en 1864 a su nuevo edificio. Se remodeló y se convirtió en el Nuevo Mercado hasta que la madrugada del 22 de mayo de 1875 un incendio asoló el edificio. Sobre sus restos, y los del almudí municipal contiguo a la casa consistorial y también derribado, surgió un nuevo edificio actualmente conocido como Mercado de Santo Domingo en Pamplona.
En 1862 se construyó el nuevo edificio del pósito, con una superficie de 24.796 pies (1.925 metros cuadrados), bajo plano y dirección del maestro de obras municipal José María Villanueva. Su presupuesto ascendió a 1.214 201.63 reales de vellón, o 303.550 pesetas (estimación de 1917). También se elaboró por parte del secretario municipal, Pablo Ilarregui Alonso, un Reglamento para las secciones del Vínculo de la ciudad de Pamplona (Pamplona, Imp. Darío Aguirre, 1862), aprobado por el ayuntamiento el 4 de noviembre de 1862.
A finales del siglo XIX se experimenta «una verdadera revolución tecnológica en el campo de la molinería» que producirá una harina de mayor calidad y rentabilidad para la fabricación del pan. En el molino de Santa Engracia no se produjo la renovación de la maquinaría a este respecto lo cual fue llevando a una merma de la rentabilidad económica del Vínculo que acabaría con su desaparición.
Como se inició la idea de trasladar el Vínculo a otro lugar, en las afueras de la ciudad, en 1917 el Ayuntamiento ofreció al Estado parte del solar del actual edificio, para la construcción de una casa de Correos y Telégrafos, oferta que fue aceptada por real orden del Ministerio de la Gobernación, de fecha 29 de agosto de 1917, aunque adquirieron 350 m² por 68.000 pesetas. La escritura de compra-venta, finalmente, se firma el 30 de abril de 1918 por 850 m². El alcalde firmante era Francisco Javier Arraiza y por la parte del Estado firmaba el gobernador Emilio Díaz-Moreu.
El 20 de marzo de 1933 el Ayuntamiento de Pamplona acordaba la liquidación y terminación de funciones de «El Vínculo de Pamplona».